# Прапор округу Колумбія
Прапор Колумбії (Вашингтону) (англ. Flag of Washington, D.C.) — один з державних символів американського федерального округу Колумбія (Вашингтон), прийнятий 15 жовтня 1938.
Прапор складається з трьох червоних зірок, що розташовані над двома червоними лініями на білому тлі. Він заснований на розробці герба Джорджа Вашингтона, вперше використаний для визначення сім'ї у XX столітті.